# Paul Schröder (Schiedsrichter)
Paul Schröder (* 1883 oder 1884; † nach 1912) war ein deutscher Fußballschiedsrichter.

## Sportlicher Werdegang
Schröder kam aus München-Gladbach und avancierte bereits in jungen Jahren zu einem führenden Spielleiter. Bei der Endrunde um die Deutsche Meisterschaft 1910/11 leitete er auf dem Dresdner Sportplatz an der Hygieneausstellung) das Endspiel zwischen Berliner TuFC Viktoria 89 und dem VfB Leipzig (3:1), bei der Endrunde um die Deutsche Meisterschaft 1911/12 das Finale zwischen Holstein Kiel und dem Karlsruher FV auf dem Victoria-Platz in Hamburg (1:0). Bei der zweiten Finalpartie war er 28 Jahre alt.
Schröder kam auch zu Länderspielehren, 1912 pfiff er bei zwei Heimspielen der belgischen Nationalmannschaft. Im Februar gelang dieser ein 9:2-Erfolg im Antwerpener Stadion Broodstraat über die Schweiz, im April in Brüssel verlor sie unter Schröders Spielleitung gegen die englische Amateurnationalmannschaft mit 1:2.